# 朴子聖福宮
朴子聖福宮座落於嘉義縣朴子市大槺榔 ，主祀福德正神 ，配祀天上聖母 、田都元帥及註生娘娘。宮內福德正神係由桃園十五街庄福德宮分靈而來 。其收驚服務非常受歡迎 ，且因全年無休的收驚服務造成每日都有許多人慕名前來參拜 。為了因應數量眾多的參拜人士 ，廟方因而採取領取號碼牌等待叫號的方式為參拜者做收驚服務 ，也成為此廟的一大特色。
每年中秋節為主祀神福德正神之聖誕千秋。

## 建廟
- 民國七十一年(1982年)四月於桃園十五街庄福德宮分靈至朴子大槺榔 。
- 民國七十一年(1982年)六月由信士涂金崑捐地及眾居民籌資興建聖福堂。
- 民國七十七年(1988年)十一月由信士涂金崑再度捐地興建聖福宮。
- 民國七十九年(1990年)五月聖福宮興建完成並舉行安座大典。
- 民國八十八年(1999年)宮主涂叄貴籌資擴建聖福宮並於同年十月完成。
- 民國八十八年(1999年)開始提供收驚服務。

## 奉祀神明
- 奉祀福德正神，配祀天上聖母 、田都元帥及祝生娘娘 。

## 特色
- 因為全年無休的收驚服務造成每日都有許多人慕名前來參拜。並為了因應數量眾多的參拜人士，廟方採領取號碼牌等待叫號的方式為參拜者做收驚服務。
- 廟埕寬廣並飼養許多犬隻，種類有米克斯、臘腸狗、柴犬等。且這些毛小孩自由的在廟內及廟埕活動，常可看見狗狗悠閒的睡在神桌下的有趣畫面。
- 除了毛小孩之外，廟埕也飼養了孔雀、天鵝、雞、鴨、鴿子、鸚鵡等鳥類。
- 廟內有綠林小徑及各式花草，為小型宮廟少見的特色。